# Wesley Matthews

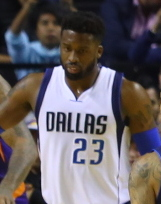
Wesley Matthews, 2017.

Wesley Joel Matthews Jr., född 14 oktober 1986 i San Antonio i Texas, är en amerikansk professionell basketspelare (SG/SF) som spelar för Atlanta Hawks i National Basketball Association (NBA). Han har tidigare spelat för Utah Jazz, Portland Trail Blazers, Dallas Mavericks, New York Knicks, Indiana Pacers, Milwaukee Bucks och Los Angeles Lakers.
Matthews blev aldrig NBA-draftad.
Innan han blev proffs studerade Matthews vid Marquette University och spelade för universitetets idrottsförening Marquette Golden Eagles.